# Contemplateur
Le Contemplateur (The Contemplator en anglais) est un personnage fictif créé par Jack Kirby dans le comics Marvel Treasury Special #1  pour Marvel Comics, en 1976.

## Origine
Tath Ki, le Contemplateur, est un des Doyens de l'Univers, un groupe composé des derniers survivants des races apparues juste après le Big Bang, êtres immortels obsédés par un but unique.
Il a passé des millions d'années en méditation, développant son esprit et songeant aux mystères des galaxies. Il pense que le cosmos contrôle chacune de ses actions, et il aide parfois des êtres inférieurs à atteindre l'illumination.
Il arriva un jour sur terre, sous le nom de Mr Buda, et il envoya Captain America vivre une expérience dans le passé des USA.
Il fut tué par Reptyl qui le dévora. Sa force astrale très puissante survécut. Il aida à plusieurs reprises le super-héros Quasar.
Plus tard, il s'allia avec Steel Serpent contre Iron Fist. Mais son but premier était d'aider Iron Fist à retrouver sa santé d'esprit.
Récemment, lors de l'arc narratif Annihilation, le Contemplateur a été attiré sur la planète Godthab Omega par Glorian. Il assista à l'arrivée de la Vague d'Annihilus.

## Pouvoirs
- Le Contemplateur est un Doyen de l'Univers. Il est immortel et ne tombe jamais malade. Il contrôle son corps à la perfection, et possède une coordination et une agilité aussi rapide que son esprit le lui permet.
- Bien que pacifiste, il peut canaliser son énergie pour blesser physiquement ses adversaires.
- Grâce à des millénaires de méditation, le Contemplateur possède de puissants pouvoirs mentaux : télékinésie, projection astrale, télépathie, voyage interdimensionnel et téléportation (il voyage à la vitesse de l'esprit et aucune barrière ne peut l'arrêter)
- Tath Ki est un sage, un génie qui connait de nombreux secrets de l'Univers.